# Angianthula cerfontaini
Espèce
Angianthula cerfontaini est une espèce de cnidaires de la famille des Botrucnidiferidae.

## Systématique
Le nom valide complet (avec auteur) de ce taxon est Angianthula cerfontaini Leloup, 1968.